# 크리스 (단검)

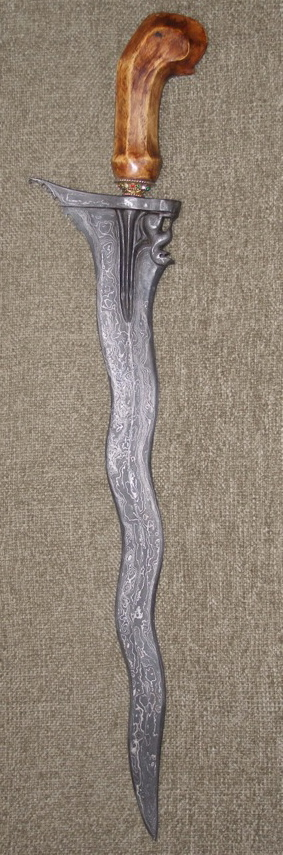
크리스

크리스(Kris)는 인도네시아, 말레이시아, 브루나이, 태국 남부, 필리핀 남부에서 주로 볼 수 있는 독특한 비대칭 단검이다. 무기이자 영적인 크리스는 행운 또는 불운을 가진 존재로 여겨진다.
크리스는 고대 자바어로 "베다"를 뜻하는 '응기리스'(ngiris)에서 유래된 것으로 추정된다. 1361년 마자파힛 제국 시대에 처음으로 등장한 것으로 추정된다.
칼자루의 폭은 넓고 칼날은 얇은 편이다. 특별한 행사에서 조상 대대로 전해지는 가재와 함께 여러 세대를 통해 이어지고 있다. 2005년에는 인도네시아의 크리스가 유네스코의 무형문화유산에 등재되었다.

## 같이 보기
- TDI 벡터